# 浅井万福丸
浅井 万福丸（あざい まんぷくまる）は、 戦国時代の人物。北近江の戦国大名である浅井長政の長男。
『翁草』と『浅井三代記』では嫡男で、『浅井氏家譜大成』では諱が輝政となっている。『信長公記』に出てくる磔にされた男児と推定される。

## 生涯
永禄7年（1564年）、近江国の戦国大名・浅井長政の長男として誕生。『翁草』の淀殿略伝によると、長政には二男三女（『浅井氏家譜大成』によれば、四男三女）がいたとされ、その嫡男が万福丸であるという。
織田信長の妹・お市の方の入嫁時期は永禄11年（1568年）前後とされるが、永禄4年（1561年）とする見解を示す説もあり、市の子ではないと断定できるわけではないが、通説では、市の娘は三女のみとされるので、この嫡男は入嫁以前の出生とされ、いずれの男児も生母は不明。
『浅井三代記』によれば長政は六角氏重臣・平井定武の娘と先に結婚しており、他に側室の存在も確認されるが、『浅井氏家譜大成』では、万福丸と次男は市の出子でなく継母となった市の養子となったとする。福田千鶴も二人の男児の母が市であったかどうか明示する史料はないとし、井上安代は「万福丸は茶々より1つ上の年子、次男は天正元年生まれの江と双子の可能性がまったくないわけではないが、その母は市以外の女性であったと推考」していると紹介する。
『当代記』によれば、万福丸は幼い頃に越前の朝倉義景のもとに人質として過ごしたという。
天正元年（1573年）、織田氏の攻撃によって9月1日に小谷城が落城したことによる浅井氏の滅亡に伴い、死亡した。
『浅井三代記』によれば、万福丸は浅井の小姓あがりの木村喜内之介という家臣に預けられ、落城前の8月28日夜に脱出すると、越前国敦賀郡のある人のもとで匿われていた。信長は（長政のもとから無事に送り返された）妹・市を近くに呼んで、長政には男子が一人いたというが何処に行ったのかわからない「近い親類のことで心配だ」と言いくるめて、居場所を聞き出し、市に喜内之介へ手紙を送らせて戻ってくるように伝えさせた。喜内之介は北の方（市）が迎えを寄こすと仰せられているが信用できないと考え、「殺して捨てた」と（ウソの）返事を送ったが、市が重ねて信長が「良きにいたわる」と言っていると手紙を送ってきたので、喜内之介は納得できないと思いながらも、すでに発覚してしまったことだからと万福丸に伴って9月3日に近江国本之木に着いたところ、待っていた羽柴秀吉が万福丸を受け取った。これを報告すると、信長は「その子を串刺しにして晒せ」と秀吉に命じた。（万福丸が）串刺しにされて晒されたのは哀れなことだったが、生まれたばかりの赤子が（別に）いることを知る者はいなくなったので、次男は難を逃れたという。
『信長公記』には万福丸の名は出てこないが、浅井親子（久政と長政）の首を京都に送って獄門にした後、「浅井備前が十歳の嫡男」がいると聞いた信長はこれを探し出させ、関ヶ原で磔にして、年来の無念を晴らしたという。享年10。
『翁草』は、「串刺し」は「磔」の類で、同じ最期であるとしながらも、これはキリシタンの刑罰であって、百有余年ぶりのものだという注釈をつけている。